# نادي الوحدة (صنعاء)
نادي الوحدة الرياضي الثقافي هو نادي رياضي يمني، يُعد أحد قطبي الرياضة في العاصمة اليمنية صنعاء مع غريمه التقليدي نادي أهلي صنعاء، يلقبه مشجعوه بزعيم الكرة اليمنية.

## التأسيس
تأسس نادي الوحدة الرياضي الثقافي سنة 1954 تحت اسم نادي الجمهورية حتى عام 1958 ثم تغير اسمه إلى اسم نادي الهلال، واستمر تحت هذا الاسم حتى عام 1967 حيث تم في هذا العام تغيير اسمه إلى اسم نادي الوحدة صنعاء.

## رؤساء النادي
رؤساء النادي منذ التأسيس:
1. إبراهيم الحمدي
2. أحمد الغشمي
3. شاهر عبد الحق
4. أحمد السياغي
5. محمد الناضري
6. الشيخ أحمد المطري
7. علي الاشول
8. الرويشان
9. نعمان دويد
10. يحيى دويد
11. يحي أبو شوارب
12. امين جمعان.

## بطولات النادي ما قبل إعادة الوحدة اليمنية
- 1970 : بطولة دوري تصفيات أندية الأمانة.
- موسم 1972-1973 : بطولة المنطقة الشمالية مع أهلي الحديدة.
- موسم 1973-1974 : المركز الأول في بطولة المنطقة الشمالية.
- موسم 1973-1974 : ثاني بطولة كأس الجمهورية.
- موسم 1978-1979 : ثاني بطولة الدوري.
- موسم 1978-1979 : توج بطلا لكأس الجمهورية.
- موسم 1979_1980 : المركز الثالث في الدوري .
- موسم 1979_1980 : المركز الثاني في بطولة الكأس.
- في عام 1980 توج بطلا لكأس اليمن بشطريه الشمالي والجنوبي.
- موسم 1984-1985 : بطولة الدوري .

## بطولات النادي بعد إعادة توحيد اليمن عام 1990
- حصل النادي على بطولة الدوري اليمني في المواسم:

1. 1994 - 1995
2. 1996 - 1997
3. 1997 - 1998
4. 2001 - 2002

- كما حصل على بطولة المربع الذهبي عام 1999.
- وحصل على كأس الوحدة اليمنية عام 1998.
- حل ثانيا في بطولة الدوري موسم 1998 - 1999.
- حل ثالثا في بطولة الدوري موسم 1999 - 2000.

## مشاركات خارجية
شارك في دوري أبطال آسيا أعوام 1998 ، 1999 ، 2000.
شارك في بطولة الاندية العربية عدة أعوام (1998 - 1999 - 2000 - 2002).

## المدربين
من المدربين الذين دربوا نادي الوحدة:
- مصطفي حسن
- برانكو الصربي
- علي محسن المريسي
- صالح عباد
- خالد العرشي
- عبده كاظم
- علي كاضم
- محمد علوان
- أحمد لوسيانو
- فيصل عزيز
- باسم حمادي
- صباح عبد الجليل
- محمد الفقيه
- علي العبيدي
- أمين السنيني
- باسم قاسم
- عادل التام
- عبد الوهاب الحواني
- مهدي مهداوي
- عبد اللطيف مقرش
- محمدالزريقي
- سيوم كبدي

## ألعاب أخرى
- الكرة الطائرة
- كرة السلة
- الجماز
- الشطرنج
- التايكواندو
- الكونغ فو
- اليوشو